# Lisp Machine Lisp
Lisp Machine Lisp is een dialect van de programmeertaal Lisp. Het is een directe afstammeling van Maclisp en werd oorspronkelijk ontwikkeld in de late jaren 1970 als systeemprogrammeertaal voor de Lisp-machines van het Massachusetts Institute of Technology (MIT). Lisp Machine Lisp was het Lisp-dialect met de meeste invloed op het ontwerp van Common Lisp.
Lisp Machine Lisp bestaat op zich uit drie dialecten: Symbolics noemde hun variant ZetaLisp, LMI en later Texas Instruments deelden een gemeenschappelijke codebasis, maar hun dialect verschilde van de versie die door Richard Stallman en anderen bij het MIT werd onderhouden.
De Lisp Machine Lisp-handleiding werd in de volksmond de Chine Nual genoemd omdat de volledige titel over de voor- en achterzijde van het boek gedrukt was en alleen die letters op de voorkant stonden.